# Novgorod történelmi műemlékei
Novgorod történelmi műemlékei az orosz kultúra legbecsesebb kincsei közé tartoznak.
Novgorod Oroszország ősi városa, műemlékeinek egy része az ország történelmének legkorábbi éveiből való. A 13. századi mongol hódítás elkerülte, ezért a kulturális értékek őrzője maradt egy olyan korban, amikor a legtöbb korai fejedelmi központ elpusztult. Miután a moszkvai államhoz csatolták, a történelem viharai nem kímélték, a korai századok alkotásainak zöme elpusztult. A 20. században a szovjet korszak műemlékeket nem kímélő építkezései és főként a második világháború pusztításai sújtották. Mintegy 200 templomából a század végére alig 40 maradt. Néhány még a 21. század elején is romosan állt, többségüket azonban már helyreállították vagy feltételezett korábbi formájukban újjáépítették. A történelmi- és műemlékek egy részét 1992-ben felvették az UNESCO világörökség listájára.

## A világörökség részét képező területek, illetve műemlékek

### A Volhov folyó bal partján
- A nyugati történelmi városmag, „Novgorodi gyetyinyec” (kreml) benne a Szent Szófia-katedrális.
- A Zverin-kolostor és környéke (északon)
- A Szent Péter és Szent Pál-templom Szilnyiscsében (délnyugaton)
- A Mjacsino-tó környéki templomok (délen, a város szélén)

### A Volhov folyó jobb partján
- A keleti történelmi városmag a Jaroszlav-udvarral
- Az Antonyij-kolostor (északon)
- A Krisztus születése templom (a temetőben, a város keleti szélén)

### A város környékén, délen
- A Jurjev-kolostor (a bal parton)
- A Perun-domb kolostora az Istenanya születése templommal (a bal parton)
- Gorogyiscse, az Angyali üdvözlet templom romjaival (a jobb parton)
- A Megváltó színeváltozása templom a Nyeregyica-hegyen (a jobb parton)

## A történelmi városmag
A város a Volhov-folyó két partjára épült. A folyó bal partja, a nyugati Szófia-oldal az ősi katedrálisról kapta nevét, mely a város egykori központjában, a Kreml területén áll. A jobb parti rész, az ún. Kereskedő-oldal folyó menti szakasza állandó vásározóhely volt (Torg), kezdetben itt állt a fejedelmi palota is (Jaroszlav-udvar). A történelmi városközpontot a 14. század végén (vagy már korábban is) mindkét oldalon földsánc vette körül, ennek egyetlen fennmaradt jelentős építménye, a Fehér-torony ma is látható. A legkorábbi település azonban nem itt, hanem a mai várostól délre alakult ki (Gorogyiscse), ahol a régészeti ásatások egyre újabb tárgyi emlékeket hoznak felszínre.

### A Szófia-oldalon

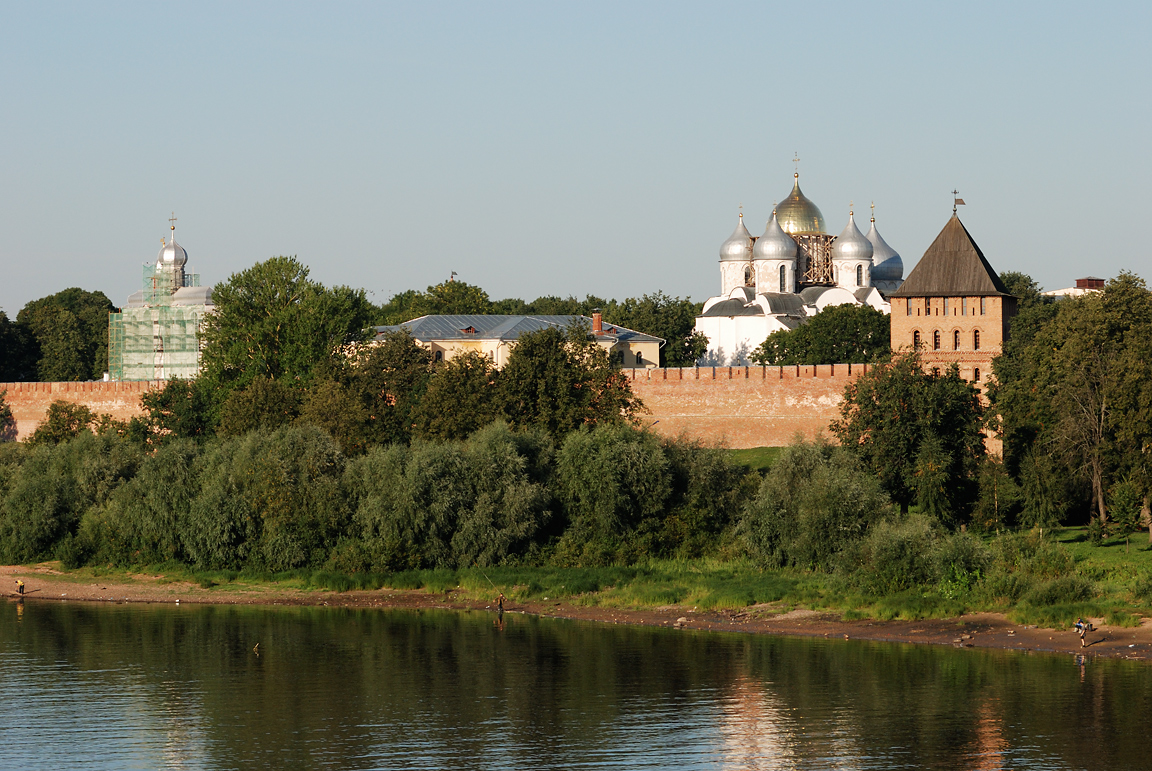
A novgorodi Kreml, jobb oldalon a Szófia-katedrálissal

A bal parti Szófia-oldalt a folyó fölé nem sokkal magasodó Kreml, itteni nevén Gyetyinyec (Детинец) épületegyüttese uralja. Az erődített település a 10. században keletkezett, jelenlegi határai között a 12. század óta áll fenn. Védműveit, 1385 m hosszú falát azóta sokszor átalakították, megerősítették. Tornyait a 14. század első harmadában épült alapokon 1484-1490 között emelték. 13 eredeti tornyából 9 ma is áll; legmagasabb, 30 m magas tornya, a Kokuj két felső szintjét a 17. században építették.
Alighanem Oroszország legrégibb épülete a novgorodi Kremlben álló Szent Szófia-székesegyház (Софийский собор, 1045-1050). A monumentális, öthajós, hatkupolás templomot három oldalról zárt galéria veszi körül. Falain néhol eredeti freskótöredékek is láthatók.

### A Kereskedő-oldalon
A jobb parti Kereskedő-oldal történelmi központja a Jaroszlav-udvar (Ярославого дворищe) viszonylag kis területe a Kremllel szemben. Nevéről ítélve feltételezik, hogy a 11. század közepén itt állt Bölcs Jaroszlav fából készült fejedelmi rezidenciája. A fejedelmi udvar első említése 1113-ból, Jaroszlav-udvar néven 1208-ból származik. A palota további sorsáról nincsenek megbízható adatok. Ugyanitt alakult ki, de a folyó mentén északabbra is kiterjedt a régi kereskedői városrész (Торг), és a 12. századtól az itteni központi téren tartották a város népgyűlését is (vecse).
- A mai Jaroszlav-udvar látképét uraló Szent Miklós-katedrális vagy Csodatévő Szent Miklós-katedrális (Никольский собор, собор Николая Чудотворца) valószínűleg az első kőépület volt a Kereskedő-oldalon. Msztyiszlav novgorodi (később kijevi) fejedelem alapította 1113-ban. Építése sokáig tartott, az első istentiszteletet csak 1136-ban tartották meg. Az ötkupolás monumentális alkotás méltó versenytársa lett a folyó túlsó partján magasodó Szófia-katedrálisnak. Háromhajós belső terét hátul három apszis zárja le, magasra nyúló boltozatát hat oszlop tartja. A Szent Miklós-katedrális

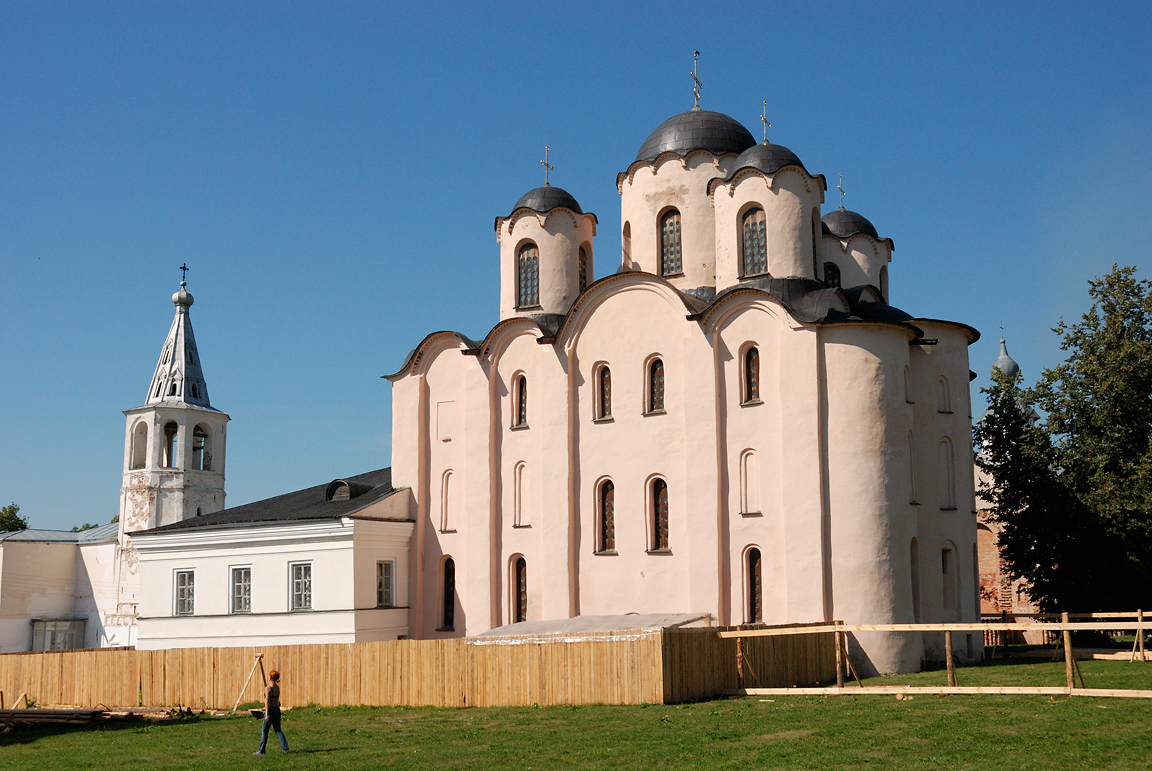
A Szent Miklós-katedrális

Karzatára csigalépcső vezetett fel, ez később elpusztult. A formai hasonlóság alapján feltételezik, hogy ezt a templomot is ugyanaz a Péter mester építette, aki a Jurjev-kolostor katedrálisának építője volt. Az alsó falrészeken épen megmaradt 12. századi freskótöredékek a kora középkori orosz falfestészet legszebb alkotásai közé tartoznak. A templomban a századok folyamán 12 tűzesetet jegyeztek fel, a sok hozzá- és átépítés során az épület eredeti formája sokat változott. Az 1990-es években az egykori Hanza-szövetség városainak anyagi támogatásával az egész épületet felújították.
- A területen a fejedelem és a gazdag kereskedők, bojárok számos kisebb templomot emeltettek, melyek közül néhány – ha átépítve is – máig fennmaradt. Közülük kiemelkedik az 1135-ben alapított és 1458-ban az eredeti alapokon felépített Istenanya Elszenderedése-templom (церковь Успения Богородицы), közelében áll a hasonló sorsú, 1127-ben alapított és 1453-ban újjáépített Keresztelő Szent János-templom (церковь Иоанна Предтечи на Опоках), melyet a II. világháború pusztítása után ismét helyreállítottak.

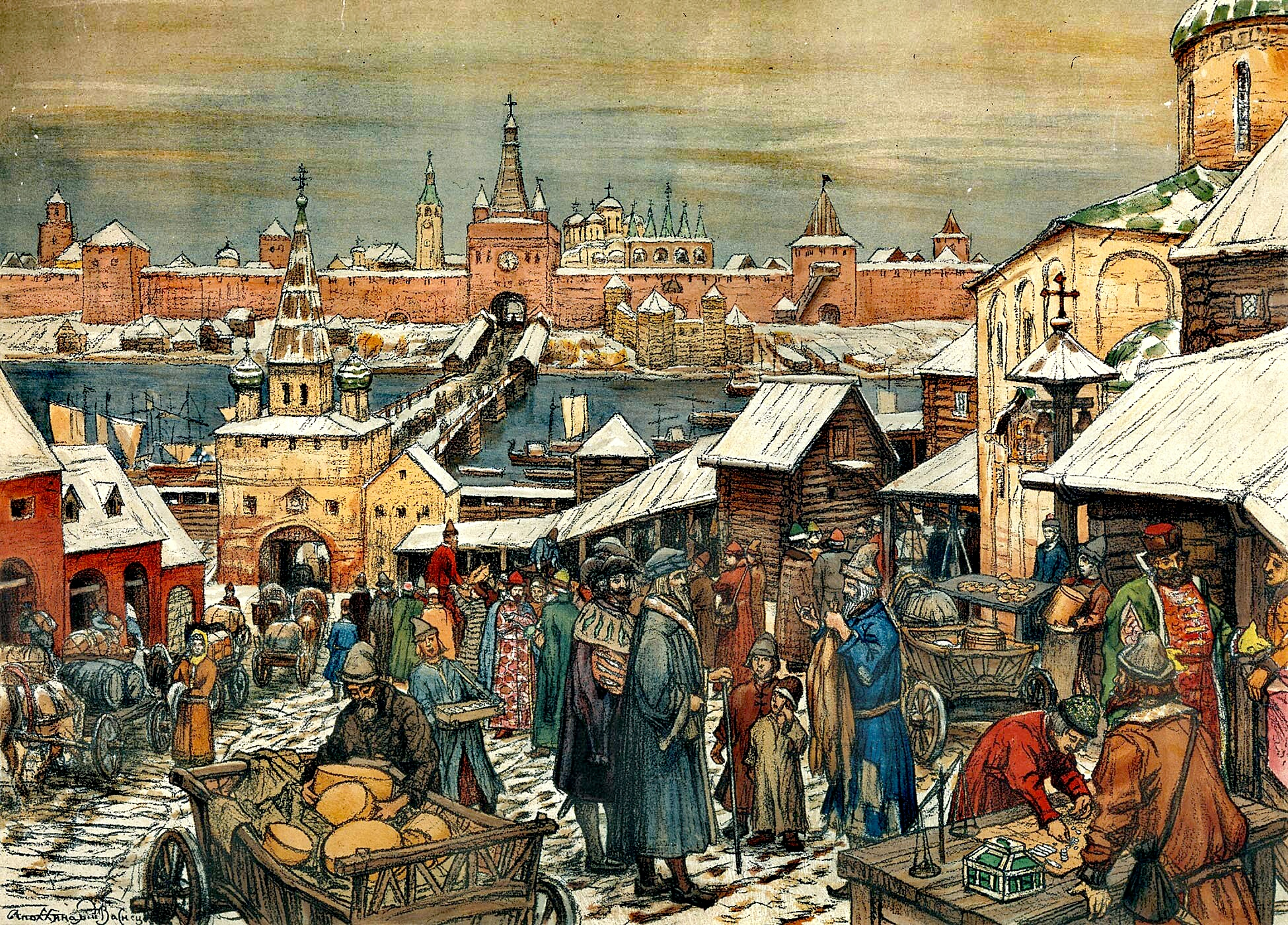
A régi kereskedői negyed (Torg), A. Vasznyecov (1856-1933) festménye

- IV. Iván cár a Jaroszlav-udvar helyén palotát akart építtetni, ezért számos régi építményt elbontottak, de a palota építése közben tűz ütött ki, és az építkezést többé nem folytatták. A 17. század végén az utolsó külföldi kereskedők udvarait is bezáratták és a korábbi népgyűlések terén új kereskedői negyedet (Гостиный двор) alakítottak ki, melyet a következő században átépítettek. A II. világháborúban az egész negyed megsemmisült. Újjáépített maradványai: az árkádsoros fal egy szakasza a folyóparton és a 17. századi sátortetős kaputorony. Itt volt a kereskedelmi negyed bejárata, de a köznyelv azóta is csak a vecse tornyaként emlegeti.

- A Jaroszlav-udvar egyik impozáns épülete II. Katalin palotája (Путевой дворец), mely a moszkvai koronázási ünnepségre készült 1771-ben. Itt szállt meg a cárnő és kísérete Szentpétervár és Moszkva közötti utazásain. 1825-ben a palotát az ún. katonai települések parancsnokságának céljára átépítették.

## A Szófia-oldal városközponton kívüli emlékei
A szovjet idők építkezéseit és a II. világháború pusztításait leginkább a város bal parti központja sínylette meg. A Kremlen kívüli ma is álló egyházi épületek közül megemlíthető a Tizenkét Apostol-templom (1454), vagy a Szent Tódor-templom (1294, átépítve 1682-ben). Viszonylag könnyebben helyreállítható jelentős műemlékek a városközponttól távolabb eső részeken maradtak fenn.

### A Zverin-kolostor
A kolostor (Зверин монастырь) a város északi szélén, a folyó bal partján áll, ahol egykor fejedelmi vadászterület volt (a zver jelentése: „állat”). Az egyik évkönyvben feljegyezték, hogy az itteni első fatemplomot 1148 nyarán villám gyújtotta fel. A kolostor központi épületét, az Istenanya Oltalma-templomot (Покров Святой Богородицы) a korábbi fatemplom helyén a városi érsek építtette 1335-ben, majd annak alapjain 1399-ben gyakorlatilag új templomot emeltek. 1611-1617 között, a svéd megszállás idején a kolostort elpusztították, 1727-ben helyreállították, de előtte a templomot 1682-ben teljesen átépítették.
A 19. század elejétől jelentős adományok bevonásával a kolostorban nagy építkezés kezdődött: a területet kőfallal vették körül, sarkaira tornyokat, kapubejárata fölé harangtornyot emeltek, az apácák részére új lakóépületek készültek, az Istenanya-templomot átalakították. A további épülettoldások helyett végül új templom létesítését határozták el. Közvetlenül a régi mellett 1899-1901 között felépült az új, ötkupolás Istenanya Oltalma-katedrális, a régi templomot pedig a Tyihvini Istenanya-ikonról nevezték el.
A szovjet időszak 1920-as éveiben a kolostort megszüntették, létesítményeit a II. világháború idején súlyos károk érték. A háború után a lerombolt épületek tégláit elhordták, a lakóépületek, a kolostorfalak és tornyaik megsemmisültek. Később a katedrálist raktárrá alakították, a területen gazdasági célú épületeket létesítettek. A kolostor tudományos igényű kutatása az 1960-as években kezdődött el, a Szovjetunió felbomlása után a területet visszaadták az orosz ortodox egyháznak.
A kolostor régi épületei közül fennmaradt Szent Simeon-templomot 1468-ban, a nagy pestisjárvány utáni évben emelték, melynek több ezer áldozatát a kolostor kertjében temették el. A kisméretű, egykupolás templomépület boltozata négy oszlopon nyugszik, egy apszisa van. Érdekessége, hogy emeletes: a tulajdonképpeni templomot a földszinti gazdasági helyiségek fölött alakították ki, az emeletre fából készült tornác vezetett. Hagyományos, vertikálisan háromosztatú homlokzata ebből semmit nem árul el. A homlokzatot és az ablakokat eredeti alakjukban, a tetőzetet a 17. századi átalakított formában építették újjá az 1960-as években. A fennmaradt 15. századi freskótöredékek az épület méreteivel harmonizálnak: nincs bennük semmi monumentális, inkább az ikonfestészet alkotásaira hasonlítanak. A kis templomépület megalkotásával lényegében végetért a sajátos novgorodi egyházi építőművészet korszaka. Miután a várost a moszkvai államhoz csatolták, a későbbi évek építészetében a központ hatásai váltak uralkodóvá.

### A Szent Péter és Szent Pál-templom Szilnyiscsén
A város délnyugati szélén álló épület helyét Szilnyiscse és Sziny- vagy Szinyics-hegy néven egyaránt említik (церковь Петра и Павла на Сильнище, на Синичьей горе). A templomot 1185-1192 között építették a környék lakóinak adakozásából. 1386-ban, Dmitrij Donszkoj moszkvai fejedelem csapatainak közeledtekor felgyújtották. Idővel a templom körül női kolostor alakult ki, mely az 1611-es svéd megszállásig működött. A kolostor egyetlen fennmaradt temploma jelenleg a városszéli régi, ún. Péter-temetőben áll.
Kompozíció és forma tekintetében a 12. század végi építészet tipikus képviselője. Különleges falazási technikája Szmolenszk és Polock városok korabeli egyházi építészetére jellemző. A templom négyzetes alaprajzú, háromhajós, egykupolás épület, három apszisa van. Nyugati falánál boltíveken nyugvó karzatot alakítottak ki. A kupolát tartó ún. dobot körbefutó fogazott párkány díszíti. A templomépület a 12. századi novgorodi építészet egyetlen, változatlan formában megőrződött emléke. 2006 őszén felújítása még folyamatban volt.

### Templomok a Mjacsino-tó környékén
- Az Angyali üdvözlet templomot (церковь Благовещения на Мячино) a novgorodi érsek építtette 1179-ben egy korábbi fatemplom helyén, mely az azonos nevű kolostorhoz tartozott. A svéd megszálláskor ezt a kolostort is feldúlták és csak az 1680-as években állították helyre, majd 1772-ben egy nagyobb kolostorhoz csatolták. Az egykupolás, háromosztatú homlokzattal rendelkező templomnak eredetileg karzata is volt, melyre falépcső vezetett. A templom felső részét a 17. századi helyreállításkor, harangtornyát az új épületszárnnyal 1854-ben építették. 1941-1943 között az épületet a németek istállónak használták, ekkor pusztult el a freskók többsége. Később a falakat megtisztították, a megmaradt 12. századi freskótöredékek az oltár és néhány alsó ablak mellett láthatók. A templomot gyakran a közeli Arkazsi falu templomaként említik, tévesen. A tévedés onnan ered, hogy valaha a falunak is volt kolostora, ám annak épületei nem maradtak fenn.

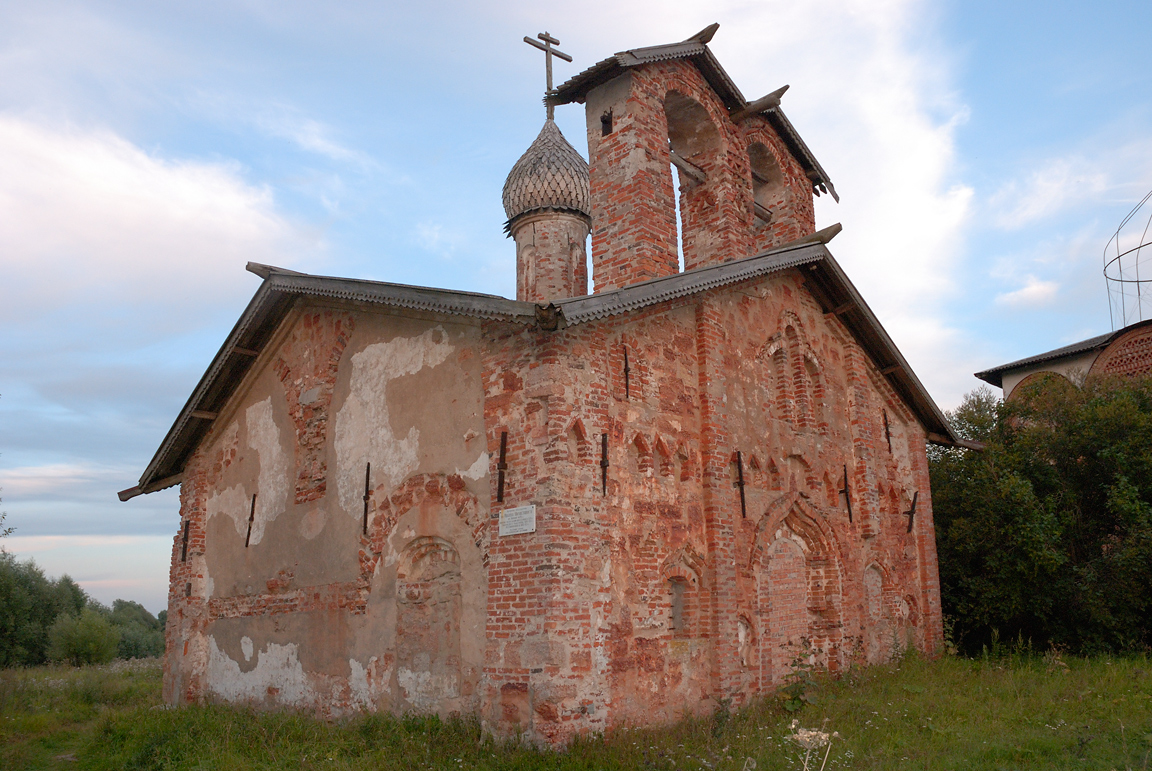
Az Irgalmas Szt. János-templom a Mjacsino-tónál

- Az Irgalmas Szent János-templom (церковь Иоанна Милостивого на Мячино). Az évkönyvek az 1136-ban pusztító tűzvésszel kapcsolatban említik először a Feltámadás-kolostort a Mjacsino-tó partján. Az Irgalmas Szt. János-templom a Mjacsino-tónál Az azonos nevű kőtemplom 1196-ban készült, (teljes neve magyarul: Foma Bizonyságtétele Krisztus Feltámadásának Ünnepén), majd helyén 1463-ban új templomot építettek. Épülete 1941-1943-ban megrongálódott, 1960-ban mennyezete és kupolája is beszakadt, régóta romosan áll. A Feltámadás-kolostor kapubejárata fölé 1193-ban Irgalmas Szent Jánosnak fatemplomot a 14. században az évkönyvek már kőtemplomként említik. Épületét az egész kolostorral együtt 1386-ban felégették, majd 1421-1422-ben újra felépítették. A svéd megszállás idején a kolostor ismét leégett, a következő évszázad közepén megszűnt. Az Irgalmas Szent János-templomot 1672-ben újjáépítették. A négyszög alaprajzú, egy apszisos, oszlopok nélküli kis templomot a 18. században átalakították, tetőzetét teljesen kicserélték. A 19. század közepén elhatározták lebontását, de végül megmenekült. A II. világháború idején tovább pusztult, apszisának egy része leomlott. 1963-ban a 17. századi formájában állították helyre, de feltárták a 15. századi épület megmaradt részeit is.

## A Kereskedő-oldal történelmi központján kívüli emlékek
A jobb parti Kereskedő-oldalon a Jaroszlav-udvaron kívül is több értékes műemlék maradt fenn. A város egyik legszebb templomának tartják az Ilja utcában álló Megváltó Színeváltozása-templomot (церковь Спаса Преображения на Ильине, 1374). Díszes homlokzati kiképzése elüt az egyszerűbb építésű korabeli novgorodi templomoktól. A templom azonban elsősorban Feofan Grek 1378-ban készített freskóiról nevezetes; ez az egyetlen oroszországi templom, ahol a neves bizánci festő falfestményei láthatók.
Szintén 14. századi (1360-1361) a közelében álló Szent Tódor-templom (Феодора Стратилата на Ручью). Ez az időszak a novgorodi „köztársaság” fénykora, és ezt tükrözik a korabeli, ránk maradt építészeti alkotások.

### Az Antonyij-kolostor
Az Antonyij-kolostor (Антониев монастырь) a város szélén, a folyó jobb partján fekszik. Legrégebbi templomát, az Istenanya születése katedrálist 1117-ben alapították.

### A Krisztus születése templom (a temetőben)
Az azonos nevű kolostor első írásos említése 1162-ből való. Templomát (церковь Рождества Христова на Красном поле, кладбище) az évkönyvek először 1226-ban, majd 1230-ban és 1255-ben is említik, feltehetően ez még egy fatemplomra vonatkozik. A kőtemplomot 1381-1382-ben Alekszej érsek építtette a kulikovói csatában elesett novgorodi harcosok sírja fölé. A kolostor négy évvel később, majd 1471-ben III. Iván fejedelem seregeinek hírére és 1611-ben a svéd megszállás idején is súlyos károkat szenvedett. 1764-ben feloszlatták, temploma az egyházközösségé lett, körülötte temető alakult ki.
Építészeti megoldásai hangsúlyozottan egyszerűek, építője a novgorodi hagyományt követte: a boltozatot négy oszlop tartja, díszítetlen háromosztatú homlokzata a belső térelosztást hangsúlyozza. A nagy mészkődarabokból rakott falak felülete és vonalvezetése kissé ferde, az egész épület kissé nyers, durva benyomást kelt. A falak felső részén ma is látható freskók éppen ellenkező hatásúak. Többségüket gondos, realisztikus, portrészerű megformálás jellemzi, a részletek aprólékosan kidolgozottak. A kupolát tartó dob, a boltívek és az oltár körüli falfestés bizonyosan novgorodi mesterek munkája, mely nem mutat hasonlóságot a Feofan Grek-féle tradícióval.
A 14. század 80-as éveiből származó freskókat 1912-ben a vakolat alatt fedezték fel, az 1930-as évek közepén teljesen megtisztították. Az épület jelenleg múzeum.

## Emlékek a város déli környékén
A kolostorok kezdetben erődszerű építmények voltak, melyek szükség esetén a város védelmében is részt vettek. Novgorod körül is számos ilyen kolostor alakult ki, de többségük megsemmisült vagy megszűnt, esetleg csak központi templomuk maradt fenn.

### A Jurjev-kolostor
A Jurjev-kolostor (Юрьев монастырь) évszázadokon át Novgorod és környéke leggazdagabb, legbefolyásosabb egyházi központja volt, sokáig itt vezették a novgorodi évkönyveket, melyek ma is a város korai történelmének legfontosabb forrásai.

### A Perin-kolostor az Istenanya születése templommal
Perun a szlávok egyik pogány istenségének neve volt. Róla nevezték el a Volhov-folyó eredeténél azt a területet, ahol tiszteletére a 9. században kultuszhely létesült. Ugyanitt a kereszténység felvétele után, a hagyomány szerint 995-ben fatemplomot állítottak, ám arról és a kolostor (Перынский скит) kialakulásáról semmit nem tudunk. Első írásos említése csak 1386-ból származik, amikor Dmitrij Donszkoj moszkvai fejedelem seregének közeledtére a novgorodiak felgyújtották kolostoraikat, köztük az ittenit is.
Az egykupolás, négyszög alaprajzú Istenanya születése templomot (церковь Рождества Богородицы) az 1230-as években építhették, feltárt alapjai legalábbis ebből az időből származnak. A kőtemplom kis méretei, 12 m-es „magassága” ellenére méltóságteljes épület benyomását kelti.
1528-ban elkészült a kolostor második temploma refektóriummal, de az 1611-es svéd megszállás idején ez a fatemplom megsemmisült. A következő évszázadban a kolostor megszűnt, de miután a szomszédos Jurjev-kolostorhoz csatolták, újraéledt. Templomát 1828-ban átépítették, falait újrafestették, területén a szerzetesek számára kisebb épületeket emeltek. 1920 körül a kolostort bezárták, helyén a szovjet időkben halászati kombinátot, később turistaházat üzemeltettek. Az 1950-es évek elején egy régészeti kutatás során fedezték fel az egykori pogány kultuszhely nyomait. A templom külső részét 1962-1965 között a rekonstruált eredeti alakban helyreállították. 1991-ben a területet visszaadták az ortodox egyháznak, és a belső felújítást követően 2001 elején a templomot felszentelték.

### A Megváltó Színeváltozása-templom a Nyeregyica-hegyen

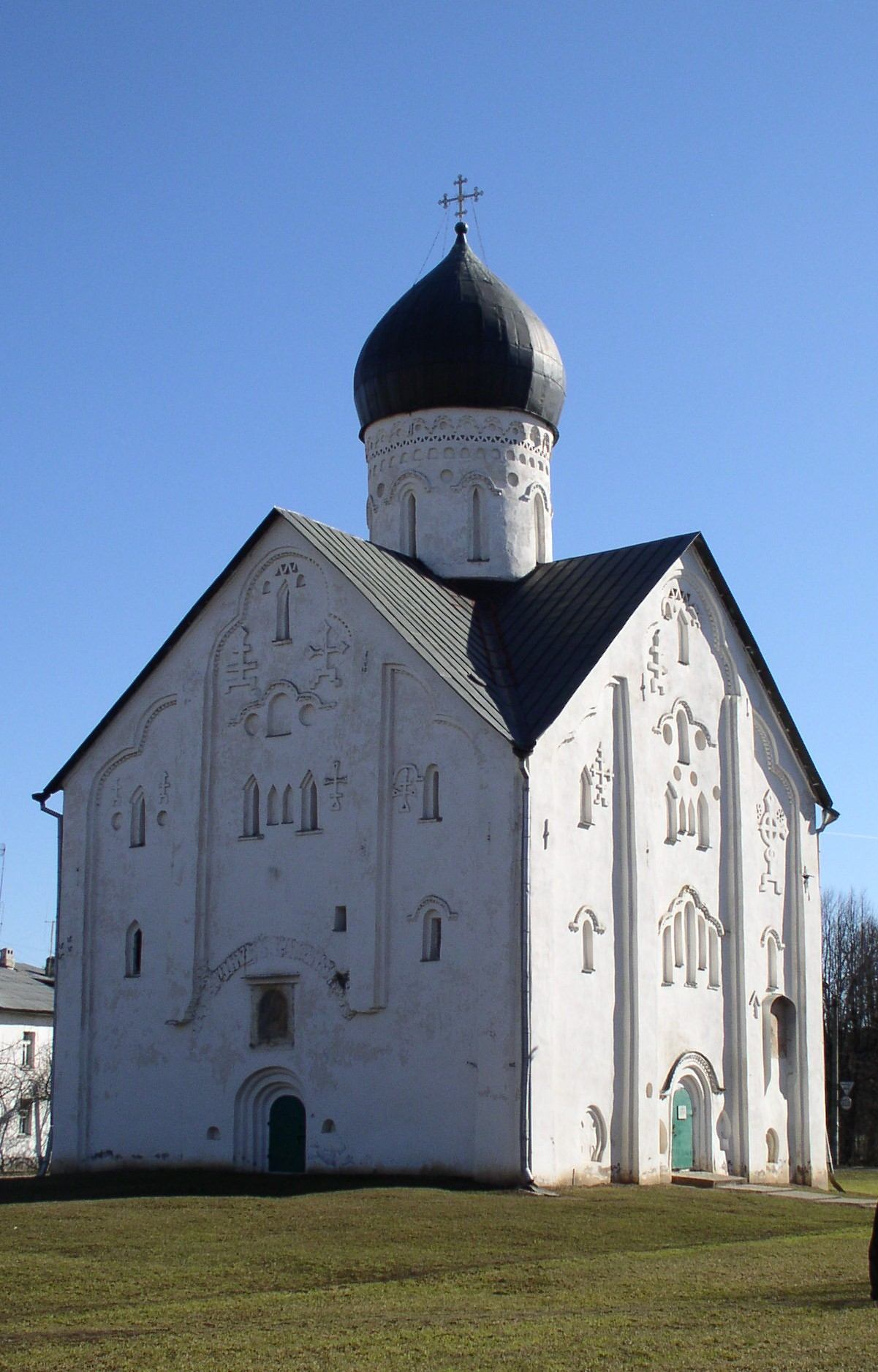
A Megváltó Színeváltozása-templom

Az 1198-ban épült híres templom (церковь Спаса на Нередице) Novgorodtól 3 km-re délre, a Volhov jobb partján, a Gorogyiscse melletti kisebb magaslaton áll. Építését a fejedelem rendelte el, ez tekinthető a fejedelmi építkezések utolsó képviselőjének. A következő századtól a templomokat már a gazdagabb bojárok, kereskedők, kézművesek építették. A templom mellett kialakult kolostort 1386-ban a többi kolostorral együtt a novgorodiak Dmitrij Donszkoj közeledő csapatainak hírére felgyújtották. 1543-ban a templomot újra tűz pusztította, újjáépítése után a svéd megszállás alatt a kolostort ismét feldúlták. 1795-ben harangtornyot építettek hozzá, a kolostor fatemplomait lebontották. 1904-ben a templomot felújították.
Egykupolás, négyzetes alaprajzú, négyoszlopos épület, három apszissal. Építészeti megoldásában nem különbözik a korabeli egyházi építészet alkotásaitól. Hírét elsősorban freskói alapozták meg. Belső tereit eredetileg összefüggő falfestés borította, az ország egyik legjelentősebb festészeti együttese volt. A II. világháború idején a templomépület két éven át állandó ágyútűzben állt, legnagyobb része romba dőlt, freskói megsemmisültek, csak fotokópiák, leírások maradtak róluk. Az épület legnagyobb részét korábbi rajzok alapján építették újjá 1956-1958-ban.

### Gorogyiscse és az Angyali üdvözlet templom romjai
A Volhov jobb partjának kiemelkedő pontja a Gorogyiscse (Городище), mely régen még sziget volt. A név elhagyott erődített településre utal. A régészeti kutatások során feltárt legkorábbi település nyomai a 9. századból valók, vélhetően Rurik (oroszul: Rjurik), a későbbi dinasztia névadójának települése állt itt. Feltételezések szerint ez lehetett az a „régi város”, amely miatt az „új város”, vagyis Novgorod a nevét kapta.
Gorogyiscse nevét a 12. századtól kezdve a novgorodi fejedelmek rezidenciájaként említik az orosz évkönyvek. 1103-ban Vlagyimir Monomah kijevi fejedelem fia, Msztyiszlav novgorodi fejedelem templomot alapított. Az Angyali üdvözlet templom (церковь Благовещения на Городище) monumentális épülete a fejedelmi hatalom szimbóluma volt. Ennek mintájára emelték a folyó túlsó partján a Jurjev-kolostor Szent György-katedrálisát 1119-ben. Az Angyali üdvözlet templom uralta a fejedelmi rezidencia épületegyüttesét, mely több palotából, templomból és más építményből is állt. A 12. századi templomot Büszke Szemjon fejedelem lebontatta, helyén 1342-1343-ban új, jóval kisebb templom épült, mely már a novgorodi „köztársaság” egyszerűbb, dísztelenebb (és olcsóbb) építészetét tükrözte. A rezidencia épületei közül csak ez a templomépület maradt fenn. A 18. században I. Péter cár kedvence, A. D. Mensikov építtetett itt palotát, de később az is elpusztult. Az Angyali üdvözlet templom a II. világháborúig állt, akkor legnagyobb része megsemmisült. A megmaradt romos falakat „konzerválták”, a későbbi régészeti kutatás feltárta a 12. századi templom alapjainak egy részét.